# Sfax Ville
Pour les articles homonymes, voir Sfax (homonymie).
Sfax Ville est une délégation tunisienne dépendant du gouvernorat de Sfax.
Créée en 1956, elle se divise en douze imadas : 15-Novembre, Ain Cheikhrouhou, Bab B'har, Bassatine, Cité Attaouidhi, Cité Khiri, Merkez Bacha, Merkez Gaddour, Mohamed Ali, Rbat, Sfax El Médina et Sidi Abbes.
En 2004, elle compte 105 958 habitants dont 53 675 hommes et 52 283 femmes répartis dans 28 794 ménages et 34 872 logements.